# Solieria campestris
Solieria campestris är en tvåvingeart som beskrevs av Robineau-desvoidy 1863. Solieria campestris ingår i släktet Solieria och familjen parasitflugor.
Artens utbredningsområde är Frankrike. Inga underarter finns listade i Catalogue of Life.